# Libanasa brachyura
Libanasa brachyura är en insektsart som beskrevs av Heinrich Hugo Karny 1928. Libanasa brachyura ingår i släktet Libanasa och familjen Anostostomatidae. Inga underarter finns listade i Catalogue of Life.